# Иван, Иван
Иван Иван (чеш. Ivan Ivan; род. 20 августа 2002, Острава, Чехия) — чешский профессиональный хоккеист, нападающий клуба НХЛ «Колорадо Эвеланш».

## Клубная карьера
Иван Иван воспитанник хоккейного клуба «Витовице», с 2015 по 2018 год выступал за молодёжные команды. В сезоне 2018/19 отправился в аренду в «ХК Боспор Богумин».
В 2019 году Иван заключил двухлетний контракт с канадским клубом «Кейп-Бретон Иглз» выступающим в главной юниорской хоккейной лиге Квебека. В сезоне 2020/21 отправился в аренду в «АЗ» из города Гавиржов, но из-за пандемии COVID-19 принял участие только в 5 матчах. В следующем сезоне Иван вернулся в Канаду и по итогам набрал 65 очков (31 гол и 34 голевые передачи) в 61 матче. Сезон 2022/23 стал лучим в карьере Ивана за «Кейп-Бретон», он набрал 90 очков (33 гола и 57 голевых передач) в 64 матчах, чех вошел в десятку лучших игроков по набранным очкам и передачам.
Иван не был выбран в Драфте НХЛ, в 2023 году подписывает профессиональный контракт с «Колорадо Иглз» из  Американской хоккейной лиги. В том сезоне он принял участие в 67 матчах и набрал 31 очко (12 голов и 19 голевых передач). 5 марта 2024 года Иван подписывает двухлетний контракт с клубом  «Колорадо Эвеланш». Иван дебютировал в НХЛ 9 октября в матче против «Вегас Голден Найтс». В этой игре чех провел на льду чуть меньше 10 минут и не отметился полезными действиями. Иван Иван стал первым игроком в истории Национальной хоккейной лиги у которого одинаковое имя и фамилия. После матча с «Вегасом» клуб объявил о переводе чеха в «Колорадо Иглз». 25 октября забил свою первую шайбу за «Колорадо» в матче против «Юты», игра завершилось со счётом 1:5 в пользу гостей.

## Карьера в сборной
В сезоне 2018/19 Иван был вызван в сборную Чехии до 17 лет для участия в зимнем европейском юношеском олимпийском фестивале 2019 года. Сыграл в трех матчах. В составе юниорской сборной сыграл 4 матча кубке Глинки/Гретцки 2019, отметился 1 голом. Иван в составе молодёжной сборной успел сыграть 2 матча на МЧМ-2022 года до его отмены из-за роста числа случаев заражений коронавирусной инфекцией COVID-19 в нескольких командах .

## Личная жизнь
Отец и брат Ивана также играли в хоккей. В интервью ColoradoEagles.com он рассказал о происхождении своего необычного имени: «Моего отца зовут Марек, а его фамилия — Иван. Поскольку Марек и Иван — это имена, люди всегда задавались вопросом, как его зовут, Марек или Иван, поэтому он облегчил мне задачу». Он с детства был фанатом «Эвеланш», с тех пор, как играл за них на PlayStation.